# 巴黎司法宮
巴黎司法宮（法語：Palais de justice de Paris）是位於法国首都巴黎第一區西岱岛上的一座建築，佔據了西提島約三分之一的面積。現為法国最高法院所在地。
它包含了法国最繁忙的上诉法院——巴黎上诉法院，以及法国审理普通案件的最高法院——法国最高法院（Cour de Cassation）。它以前是巴黎大审法庭（Tribunal de grande）的所在地，该法庭于2018年搬迁到巴黎巴蒂诺尔区（Batignolles）的一座新的高层建筑中。司法宫占据了中世纪的城岛宫的一大部分，城岛宫是法国国王的前王宫，其中还包括巴黎圣礼拜教堂（Sainte Chapelle）和巴黎古监狱（Conciergerie），这是一个臭名昭著的前监狱，从1380年到1914年一直在运作。 它与巴黎商事法院（Tribunal de commerce de Paris）、巴黎警察局（préfecture de police）和巴黎律师协会的办公室紧邻。

## 外部連結
- A visit of the Hall of Justice （页面存档备份，存于） (official site of the Paris Court of Appeal)
- Palais de Justice （页面存档备份，存于） at lartnouveau.com

48°51′21″N 2°20′42″E / 48.855722°N 2.345051°E
Template:巴黎名勝